# New Holstein (condado de Calumet, Wisconsin)
New Holstein es un pueblo ubicado en el condado de Calumet en el estado estadounidense de Wisconsin. En el Censo de 2010 tenía una población de 1.508 habitantes y una densidad poblacional de 18,36 personas por km².

## Geografía
New Holstein se encuentra ubicado en las coordenadas 43°55′41″N 88°5′33″O / 43.92806, -88.09250. Según la Oficina del Censo de los Estados Unidos, New Holstein tiene una superficie total de 82.15 km², de la cual 81.79 km² corresponden a tierra firme y (0.44%) 0.36 km² es agua.

## Demografía
Según el censo de 2010, había 1.508 personas residiendo en New Holstein. La densidad de población era de 18,36 hab./km². De los 1.508 habitantes, New Holstein estaba compuesto por el 98.14% blancos, el 0.07% eran afroamericanos, el 0.27% eran amerindios, el 0.66% eran asiáticos, el 0% eran isleños del Pacífico, el 0.33% eran de otras razas y el 0.53% pertenecían a dos o más razas. Del total de la población el 0.86% eran hispanos o latinos de cualquier raza.